# Marcello Tegalliano
Enligt traditionen var Marcello Tegalliano den andra dogen av Venedig, efter Paolo Lucio Anafesto. Han sägs har regerat åren 717-726. Detta finns dock, precis som med Paolo Lucio Anafesto, inte samtida dokumenterat och kan därför ifrågasättas.